# Meliphaga lewinii
Meliphaga lewinii là một loài chim trong họ Meliphagidae.